# Sieverstorstraße 42
Das Haus Sieverstorstraße 42 war ein denkmalgeschütztes Wohnhaus in Magdeburg in Sachsen-Anhalt.

## Lage
Es befand sich im Magdeburger Stadtteil Alte Neustadt auf der Nordseite der Sieverstorstraße. Nordöstlich grenzte das gleichfalls denkmalgeschützte Haus Sieverstorstraße 41, südwestlich das Haus Sieverstorstraße 43 an. Auf der gegenüberliegenden Straßenseite befand sich das Betriebsgelände der Börde-Brauerei.

## Architektur und Geschichte

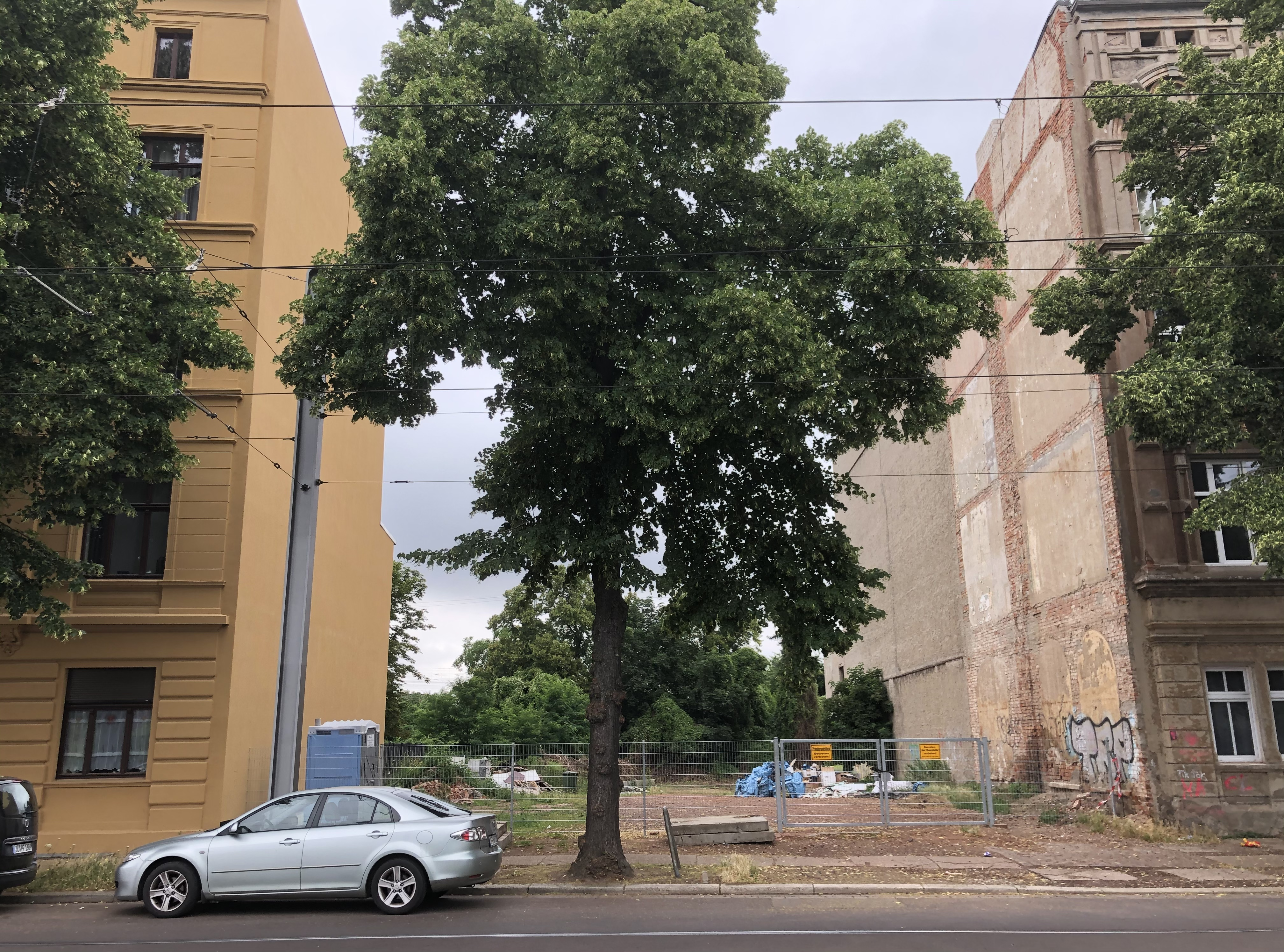
Grundstück Sieverstorstraße 42 im Jahr 2021

Das viergeschossige Gebäude war 1888 in Ziegelbauweise errichtet worden. Der Entwurf stammte vom auch als Bauherr fungierenden Maurermeister Grochowitz. Die achtachsige repräsentative Fassade war im Stil der Neorenaissance gestaltet. Es bestand eine Putzgliederung, am Erdgeschoss eine Rustizierung. Die dritte und vierte Achse waren in den drei Obergeschossen als sehr flacher Kastenerker betont. Die beiden äußeren Achsen auf der rechten Seite waren als flacher Seitenrisalit ausgebildet, im Erdgeschoss befand sich dort eine von einem Dreiecksgiebel bekrönte Toreinfahrt. 
Der Bau galt als straßenbildprägend und als Teil der gründerzeitlichen Häuserzeile als städtebaulich bedeutsam. Schon in den 2000er Jahren stand das Haus leer und war sanierungsbedürftig. Später wurde es abgerissen. 
Im örtlichen Denkmalverzeichnis war das Wohnhaus unter der Erfassungsnummer 094 81856 als Baudenkmal verzeichnet. Zumindest im Jahr 2015 war das Gebäude dann jedoch bereits nicht mehr im Verzeichnis eingetragen.
Das Grundstück ist derzeit (Stand 2021) weiterhin eine unbebaute Baulücke.